# Benabackstjärnen
Benabackstjärnen är en sjö i Ovanåkers kommun i Hälsingland och ingår i Ljusnans huvudavrinningsområde. Sjöns area är 0,023 kvadratkilometer och den är belägen 350 meter över havet.